# Chileense parlementsverkiezingen 1932
De Chileense parlementsverkiezingen van 1932 vonden op 30 oktober van dat jaar plaats. In de Kamer van Afgevaardigden werden de Partido Radical en de Partido Conservador de grootste partijen en in de Senaat werd de Partido Radical de grootste.
De parlementsverkiezingen vonden plaats na de dictatuur van president Carlos Ibáñez del Campo (1927-1931), de democratische regering onder president Juan Esteban Montero (1931-1932) en de mislukte República Socialista de Chile (juni - september 1932) - een poging van linkse elementen om van Chili een socialistische republiek te maken.

## Uitslagen

### Kamer van Afgevaardigden
| Politieke partij                                 | Zetels | Percentage | Verschil |
| ------------------------------------------------ | ------ | ---------- | -------- |
| Partido Liberal Unido (PLU)                      | 18     |            | +12      |
| Partido Liberal Democrático (PLD)                | 2      |            | +2       |
| Partido Social Republicano (PSRp)                | 4      |            | +4       |
| Partido Radical (PR)                             | 34     |            | -2       |
| Partido Demócrata (PDa)                          | 7      |            | -23      |
| Partido Democrático (PDo)                        | 13     |            | +13      |
| Partido Liberal Doctrinario (PLDo)               | 2      |            | +2       |
| Partido Conservador (PCon)                       | 34     |            | +11      |
| Onafhankelijken                                  | 3      |            | +3       |
| Partido Agrario (PA)                             | 4      |            | +4       |
| Partido Regionalista de Magallanes (PRM)         | 1      |            | +1       |
| Partido Radical Socialista (PRS)                 | 8      |            | +8       |
| Nueva Acción Pública (NAP)                       | 3      |            | +3       |
| Partido Socialista (PS)                          | 1      |            | +1       |
| Partido Socialista Unificado (PSU)               | 1      |            | +1       |
| Partido Democrático Social (PDoS)                | 1      |            | +1       |
| Asociación Gremial de Empleados de Chile (AGECh) | 1      |            | +1       |
| Totaal                                           | 142    | 100%       | 100%     |

### Senaat
- 20 van de 45 zetels verkiesbaar

| Politieke partijen | Zetels | Percentage |
| ------------------ | ------ | ---------- |
| PCCh               | 1      |            |
| PL                 | 4      |            |
| PR                 | 6      |            |
| PDa                | 2      |            |
| PDo                | 2      |            |
| PCon               | 5      |            |
| NAP                | 1      |            |
| Totaal             | 20     | 100%       |

Samenstelling Senaat 1927-1931
| Partij             | Zetels |
| ------------------ | ------ |
| Liberal            | 7      |
| Conservador        | 10     |
| PSRp               | 1      |
| Radical            | 13     |
| Demócrata          | 3      |
| Democrático        | 4      |
| Radical Socialista | 6      |
| NAP                | 1      |
| Totaal             | 45     |